# Schistura rendahli
Schistura rendahli és una espècie de peix de la família dels balitòrids i de l'ordre dels cipriniformes que es troba al sud de l'Índia.